# Griesgasse (Salzburg)

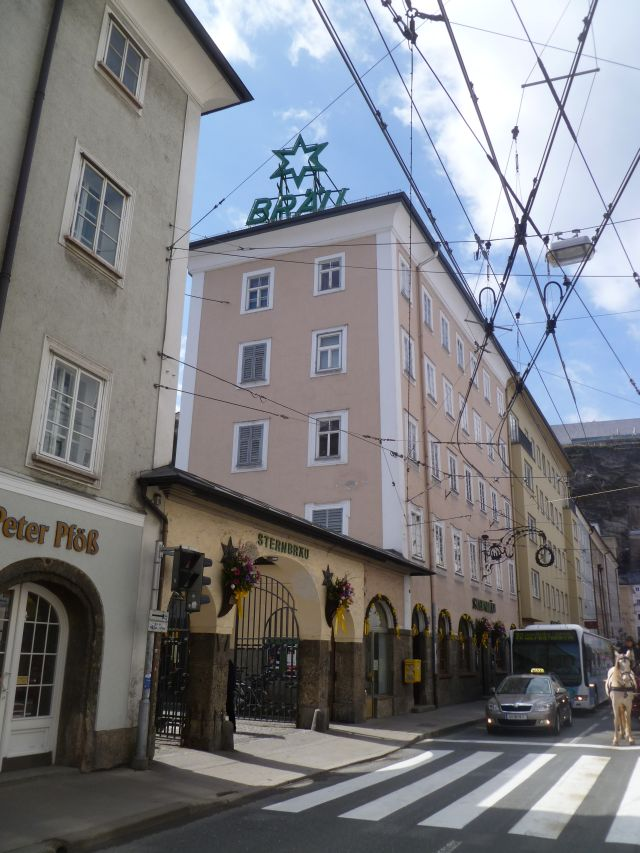
Blick in die Griesgasse

Die Griesgasse (früher Am Grieß) ist eine der bekanntesten Gassen der Salzburger Altstadt.

## Zum Namen und zur Entstehung der Gasse
Der Name leitet sich vom groben Salzachsand ab, der Gries genannt wurde. Die breite Griesgasse in Salzburg verläuft nach einem leichten Knick geradlinig vor der zur Salzach parallel verlaufenden historischen Stadtmauer zwischen der Gstättengasse (bzw. dem Anton-Neumayr-Platz) auf die verlängerte Staatsbrücke zu und wurde wesentlich im frühen 17. Jahrhundert unter Fürsterzbischof Wolf Dietrich von Raitenau und Paris Lodron durch Aufschüttungen über dem Salzachgries und durch Ufersicherungen an der Salzach angelegt. Zuvor war hier ein freier oft überschwemmter Platz mit Viehweiden, und randlich mit Obst- und Gemüsegärten. In fürsterzbischöflicher Zeit hieß die Gasse Unterer Gries, der obere Gries lag demnach wohl südlich der Hauptbrücke (heute Rudolfskai).

## Die Sehenswürdigkeiten der Gasse (samt Badergäßchen und Münzgasse)
Hier befand sich nächst der Salzach auch die alte schmuck gestaltete Türnitz, das einst älteste Kasernengebäude Europas, die in den Jahren nach 1860 zur Steinmaterialgewinnung für die Salzachuferbefestigung abgerissen wurde. Direkt neben der alten Türnitz stand der städtische Pranger.
In der Griesgasse wurde 1548 das städtische Brunnhaus („Prunhaus“) am Gries (heute steht dort das Haus Nr. 37) eröffnet, das mit der Kraft von Almkanalwasser Grundwasser hochpumpte. Dieses städtische Brunnhaus stellte nach 1800 auf Dampfbetrieb um und wurde 1944 durch amerikanische Fliegerbomben zerstört.
Das kleine Tränktor in der Stadtbefestigung (für die Tränke des in der Stadt gehaltenen Viehs), das zum Gries hinausführte, hieß Wasser-, Gries- oder Fleischertor.
Die heutigen stadtbrückennahen Häuser Nr. 1, 3, 5 und 7 sind durch den Ausbau von alten, großteils aus dem 16. und 17. Jahrhundert stammenden Häusern entstanden. Das Haus Nr. 8 trägt im Türsturz die Inschrift der bekannten Steinmetzwerkstätte Johann Doppler.
Im Haus Nr. 11 mit seinem zweigeschoßigen Erker ist ein alter Wehrturm der Stadtmauer verborgen. Das Kronenhaus (Nr. 15) war einst Armen- und Altersheim. Das Haus Nr. 21 war der „gemainen Stadt Schmiede“ (Schmiedhaus der Stadtgemeinde).
Im Haus Griesgasse 26 befindet sich ein kleines Trachtenmuseum.

### Die Schlachtbänke
Die Fleischerbänke, wo auch die Tiere geschlachtet wurden, befanden sich vor 1607 auf der Hauptbrücke der Stadt und sind dort seit dem 14. Jahrhundert nachweisbar. (In stattlicherer Größe und aus Stein findet sich heute noch in Italien – etwa auf der so genannten Ponte Vecchio in Florenz oder auf der Rialtobrücke in Venedig eine solche Brücke mit Kaufmannsläden.) Unter Erzbischof Wolf Dietrich von Raitenau wurden die Fleischerbänke 1607 zur Entlastung der damals wenig tragfähigen Brücke an den Standort am Gries (Griesgasse) verlegt. An der Hauptverkehrsader war der Raum zudem äußerst beschränkt gewesen. Wolf Dietrich ließ am Gries dabei 12 Fleischbänke errichten sowie 3 weitere aus Holz, wobei jeder Metzger einen eigenen Brunnen erhielt. Die Fleischbänke bestanden aus einer Schlachtbank und einer räumlich getrennten Feilbank (Verkaufsstätte). Die Verkaufsbänke reichten dabei von der Hauptbrücke (heutige Staatsbrücke) bis zur Gstättengasse. Eine Tafel mit dem Hinweis auf die Fleischerinnung sowie die Nachbildung des Metzgerwappens im Innenhof des Hauses Nr. 19, wo sich eine der Schlachtbänke befand, weisen heute noch auf die einstige Bedeutung hin. 1816 wurden die Schlachtbänke zum Rösslstadel des Mödlhammerwirtes nach Lehen verlegt, nachdem der Raum für einen solchen Schlachthof im Raum der Griesgasse nicht vorhanden war. Dort waren die früheren Schlachtbänke erstmals als einheitlicher Schlachthof organisiert.

### Der Fischmarkt
Der Fischmarkt lag im Bereich des heutigen Fischgeschäfts „Fisch-Krieg“. Hier befand sich als Fischkalter auch der Wilde-Mann-Brunnen, der heute verkleinert am Wilhelm-Furtwängler-Garten steht (dort wo 1872–1926 der Fischmarkt stattfand). Die Brunnenfigur des Wilden Mannes (Wassermannes) mit dem Stadtwappen erinnert an die einstige Bestimmung. Hier wurden die an der Salzach und den umliegenden Seen und Flüssen gefangenen Fische verkauft. Besonders zahlreich waren dabei die Verkaufsstände der Lieferinger Fischer.

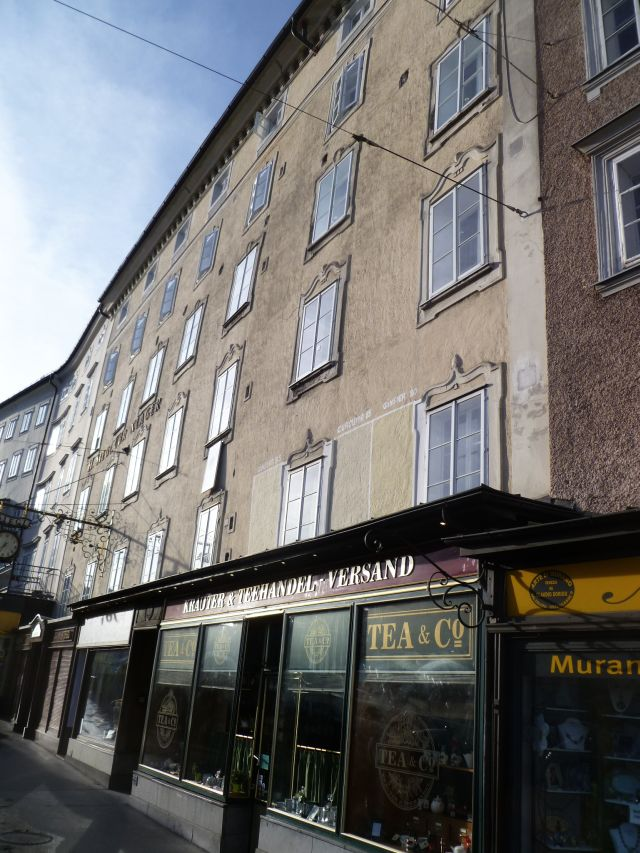
Griesgasse 7

### Das Griesbad
Im Haus Griesgasse Nr. 7 ist seit dem Mittelalter eine Badstube, das "Griespat" (Griesbad) bekannt. Schon im 14. Jahrhundert urkundlich erwähnt, ist das Bad nächst der Salzach vermutlich noch deutlich älter. Es hatte bis ins frühe 20. Jahrhundert Bestand.
1752 gehörten zu diesem Bad:
- eine Rasierstube
- ein Laboratorium (teilweise vergleichbar einer Arztpraxis)
- ein Baderaum samt anstoßendem Gewölbe
- eine Holzlage für das erforderliche Brennholz
- eine Kohlen-Krippe
- ein Rossstall zu ebener Erde
- eine Kräuterkammer unter dem Dach
- eine Materialkammer

Nächstgelegen befand sich in fürsterzbischöflicher Zeit ein weiteres Bad, das Seelen- oder Armenbad (siehe dazu Beitrag Getreidegasse).

### Die Stadtschmiede
Bis etwa 1935 befand sich im Haus Griesgasse 21 die Stadtschmiede, deren Geschichte als Schlosserei in fürsterzbischöfliche Zeit reicht. Hier wurden sowohl Wagenteile und Wagenräderteile geschmiedet (Wagenschmiede) als auch Pferde beschlagen (Hufschmiede).

### Die Münzgasse
Die Münzgasse entstand erst 1953 an der Stelle von zerbombten Häusern. Hier stand einst die fürsterzbischöfliche Münzstätte.